# Lijst van voetbalinterlands Algerije - Congo-Kinshasa
Deze lijst van voetbalinterlands is een overzicht van alle officiële voetbalwedstrijden tussen de nationale teams van Algerije en Congo-Kinshasa (dat van 1971 tot 1997 Zaïre heette). De landen hebben tot op heden zes keer tegen elkaar gespeeld. De eerste ontmoeting was een wedstrijd tijdens de Afrikaanse Spelen 1965 in Brazzaville (Congo-Brazzaville) op 21 juli 1965. Het laatste duel, een vriendschappelijke wedstrijd, werd gespeeld op 10 oktober 2019 in Blida.

## Wedstrijden
| № | Plaats      | Datum            | Competitie             | Wedstrijd                 | Uitslag |
| - | ----------- | ---------------- | ---------------------- | ------------------------- | ------- |
| 1 | Brazzaville | 21 juli 1965     | Afrikaanse Spelen 1965 | Algerije − Congo-Kinshasa | 4 − 1   |
| 2 | Casablanca  | 19 maart 1988    | Afrika Cup 1988        | Zaïre − Algerije          | 0 − 1   |
| 3 | Kumasi      | 24 januari 2000  | Afrika Cup 2000        | Algerije − Congo-Kinshasa | 0 − 0   |
| 4 | Blida       | 20 augustus 2002 | Vriendschappelijk      | Algerije − Congo-Kinshasa | 1 − 1   |
| 5 | Nanterre    | 26 maart 2008    | Vriendschappelijk      | Algerije − Congo-Kinshasa | 1 − 1   |
| 6 | Blida       | 10 oktober 2019  | Vriendschappelijk      | Algerije − Congo-Kinshasa | 1 − 1   |

## Samenvatting
| Competitie        | Totaal gespeeld | Winst Algerije | Gelijk | Winst Congo-Kinshasa | Doelsaldo Algerije – Congo-Kinshasa |
| ----------------- | --------------- | -------------- | ------ | -------------------- | ----------------------------------- |
| Afrika Cup        | 2               | 1              | 1      | 0                    | 1 − 0                               |
| Afrikaanse Spelen | 1               | 1              | 0      | 0                    | 4 − 1                               |
| Vriendschappelijk | 3               | 0              | 3      | 0                    | 3 − 3                               |
| Totaal            | 6               | 2              | 4      | 0                    | 8 − 4                               |

Wedstrijden bepaald door strafschoppen worden, in lijn met de FIFA, als een gelijkspel gerekend.